# برنارد فورد
برنارد فورد (بالإنجليزية: Bernard Ford)‏ هو لاعب كرة قدم أمريكية أمريكي، ولد في 27 فبراير 1966 في كورديل في الولايات المتحدة.

## وصلات خارجية
- برنارد فورد على موقع مرجع كرة القدم المحترفة.كوم (الإنجليزية)